# チャールズ・ベネット (物理学者)
チャールズ・ヘンリー・ベネット（英語: Charles Henry Bennett, 1943年4月7日 - ）は、アメリカ合衆国の物理学者、計算機科学者。IBM ResearchのIBMフェロー。

## 人物
ニューヨーク生まれ。ブランダイス大学卒業後、1970年、ハーバード大学において、誰も相手にしなかった友人の独創的なアイデアに強い関心を示したことから分子運動のコンピュータシミュレーションの研究に打ち込み、Ph.D.を取得する。1972年にIBM Researchに所属してから、物理と情報の関係を研究する。
1973年、ロルフ・ランダウアー（ランダウアーの原理の提唱者）と共に、任意の計算が論理的・熱力学的に可逆な装置で実現できることを示した。さらにその計算と熱力学についての研究により、マクスウェルの悪魔についての正しい洞察を得、議論に決着を付け「悪魔を葬り去った」。2022年王立協会外国人会員選出。

## 受賞歴
- 2008年 - ハーヴェイ賞
- 2010年 - 大川賞
- 2012年 - トムソン・ロイター引用栄誉賞
- 2017年 - ICTPのディラック・メダル
- 2018年 - ウルフ賞物理学部門
- 2020年 - クロード・E・シャノン賞
- 2022年 - C&C賞
- 2023年 - 基礎物理学ブレイクスルー賞[2]、エドゥアルト・ライン財団技術賞